# 科因 (明尼蘇達州)
科因（英語：Coin）是位於美國明尼蘇達州卡內貝克縣不倫瑞克鎮區的一個非建制地區。此地得名自威廉·詹宁斯·布莱恩反對银币自由铸造的辯論。

## 地理
科因所處的海拔為高於海平面296米（即971英呎），而該地所採用的時區為UTC-6，即北美中部時區（CST）。同時該地設有夏令時間，為UTC-6調快一小時，即UTC-5（CDT）。